# 30. šahovska olimpijada
30. šahovska olimpijada je potekala leta 1992 v Manili (Filipini).
Rusija je osvojila prvo mesto, Uzbekistan drugo in Armenija tretje.
Sodelovalo je 617 šahistov v 102 reprezentancah; odigrali so 2.852 partij.